# والتر ۸۰۲۱
سیارک ۸۰۲۱ (به انگلیسی: 8021 Walter، نامگذاری:1990UO2) هشت هزار و بیست و یکمین سیارک کشف شده‌است که در ۲۲ اکتبر ۱۹۹۰ کشف شد.
قدر مطلق سیارک برابر ۱۲٫۸۰ است.